# Eduard Ragasol i Sarrà
Eduard Ragasol i Sarrà (també escrit Ragassol)(Caldes de Montbui, Vallès Oriental, 14 de gener de 1901 - Mèxic, 1962) fou un advocat i polític català, diputat a les Corts Espanyoles durant la Segona República.

## Biografia
Era fill de Domènec Ragasol i Massafret natural de Caldes de Montbui i de Carme Sarrà i Picanyol natural de Castellterçol. Es llicencià en dret per la Universitat de Barcelona, treballà al bufet d'advocats de Santiago de Riba i el 1923 membre de l'Oficina Jurídico-Administrativa de l'Institut Agrícola Català de Sant Isidre (IACSI).
Políticament milità a Acció Catalana (AC) i després d'Acció Catalana Republicana (ACR), amb qui el 1930 signaria el manifest contra la dictadura de Primo de Rivera. Des del 1932 fou membre de la regional de Barcelona província d'Acció Catalana, amb qui fou elegit diputat a les eleccions generals espanyoles de 1936 dins el Front d'Esquerres. Juntament amb Jaume Miravitlles i Navarra i Josep Antoni Trabal i Sans fou un dels organitzadors de l'Olimpíada Popular de juliol de 1936, que no s'arribà a celebrar.
En esclatar la guerra civil espanyola s'allistà a l'exèrcit republicà i lluità al Front de Terol, i el 1937 fou nomenat sotssecretari de la Conselleria de Justícia de la Generalitat de Catalunya dirigida per Pere Bosch i Gimpera. El 1939 s'exilià a França, on ajudà als refugiats i quan els nazis ocuparen França participà en la Resistència francesa, raó per la quel el govern de Vichy el va internar en un camp de càstig. Un cop alliberat el 1945, fundà a París una editorial de llibres catalans, però el 1947 es traslladà a Mèxic, on fou col·leccionista d'obres d'art alhora que es dedicava a la importació de films francesos i a obrir cinemes. També col·laborà en les activitats de la Comunitat Catalana de Mèxic.